# ORDER BY
ORDER BY je syntaktická konstrukce jazyka SQL pro seřazení záznamů vybíraných pomocí příkazu SELECT.

## Syntaxe
```
ORDER
 
BY
 
<
sloupec
>
[,...
 
n
]
 
[
ASC
 
|
 
DESC
]

```

ASC znamená vzestupně a jde o výchozí hodnotu, DESC znamená sestupně.

## Příklad
Máme tabulku s výsledky atletického desetiboje a u každého sportovce je mj. uloženo i celkové množství získaných bodů. Chceme získat výsledkovou listinu, tj. seznam desetibojařů a jejich bodů seřazený podle bodů sestupně.
```
SELECT
 
jmeno
,
 
body
 
FROM
 
vysledky
 
ORDER
 
BY
 
body
 
DESC
;

```

Výstupem by mohlo být např.:
```
+----------------+------+
| jmeno          | body |
+----------------+------+
| Roman Šebrle   | 8893 |
| Bryan Clay     | 8820 |
| Dmitrij Karpov | 8725 |
+----------------+------+
```

## Další vlastnosti
- Kritérium řazení nemusí být zahrnuto ve výsledcích dotazu.
- Kritériem může být jak název sloupce, tak i výraz, obsahují např. agregační funkce, aritmetické operace apod.